# Savannah Stehlin
Savannah Stehlin (Jacksonville, Flórida, 6 de março de 1996) é uma atriz estadunidense. Interpretou "Zoe" na série de comédia The Return of Jezebel James.

## Biografia
Savannah iniciou sua carreira aos dois anos de idade no nacionalmente televisionado Fort Lauderdale Christmas Pageant. Aos quatro anos, conseguiu o papel de solista no Fort Lauderdale Christmas Pageant. Savannah realizou quinze shows, cada um com uma platéia de 3 mil pessoas. Mais tarde, Savannah começou a fazer testes para comerciais em toda a Flórida. Aos seis anos, Savannah tinha realizado vários comerciais nacionais. Enquanto trabalhava em um comercial Publix, Savannah entrou em contato com seu agente atual, Sharon Lane. Ela se mudou para Los Angeles logo depois e agora frequenta a escola regularmente, quando não está atuando.
Stehlin aos treze anos, já escreveu canções e três estão atualmente disponíveis no iTunes, "I'm Carrying My Heart", "I'm in Love", "Why, Oh Why". Savannah atualmente estrela no filme Spork.

## Filmografia
| Filmes      | Filmes                      | Filmes                     | Filmes              |
| Ano         | Título Original             | Título (Brasil)            | Papel               |
| ----------- | --------------------------- | -------------------------- | ------------------- |
| 2005        | The Family Stone            | Tudo em Família            | Elizabeth Trousdale |
| 2007        | Seven's Eleven: Sweet Toys  | Seven's Eleven: Sweet Toys | Noodle              |
| 2009        | Boxed In                    | Boxed In                   | Judith              |
| 2010        | Spork                       | Spork                      | Spork               |
| Séries      |                             |                            |                     |
| Ano         | Título                      | Papel                      | Notas               |
| 2006        | Gilmore Girls               | Cissy                      | 1 episódio          |
| 2006        | Cold Case                   | Melanie Campbell           | 1 episódio          |
| 2006        | Sleeper Cell                | Dakota Rossman             | 4 episódios         |
| 2006 / 2007 | Hannah Montana              | Patty Dontzig              | 2 episódios         |
| 2007        | ER                          | Charlotte Paxon            | 1 episódio          |
| 2007        | State of Mind               | Hazel McKenzie             | 1 episódio          |
| 2008        | The Return of Jezebel James | Zoe                        | 1 episódio          |
| 2008        | According to Jim            | Rebecca                    | 1 episódio          |
| 2009        | Without a Trace             | Megan Dobbs                | 1 episódio          |